# Tuổi của vũ trụ
Trong vật lý vũ trụ học, tuổi của vũ trụ là thời gian trôi qua kể từ Big Bang. Các đo lường hiện tại về độ tuổi của vũ trụ là 13,787 ± 0,020 tỉ năm trong mô hình kết hợp Lambda-CDM tính vào năm 2018. Lượng sai số ở mức 21 triệu năm đã đạt được bằng sự đồng thuận của một số các dự án nghiên cứu khoa học, chẳng hạn như các phép đo bức xạ phông vi sóng bằng vệ tinh Planck, Thăm dò nhiệt độ Wilkinson và các chuyến thăm dò khác. Các phép đo bức xạ nền vũ trụ cho ra thời gian giảm nhiệt của vũ trụ kể từ Big Bang, và phép đo tốc độ giãn nở của vũ trụ có thể được sử dụng để tính toán tuổi gần đúng của nó bằng cách ngoại suy ngược về thời gian quá khứ.

## Diễn giải
Mô hình Lambda-CDM mô tả sự tiến hóa của vũ trụ từ một trạng thái nguyên sơ rất đồng nhất, nóng, đặc cho đến trạng thái hiện tại qua quãng thời gian khoảng 13,8 tỷ năm thời gian vũ trụ. Mô hình năm được hiểu rõ một cách lý thuyết và được hỗ trợ rất lớn bởi quan sát thiên văn học gần đây có độ chính xác cao như là WMAP. Ngược lại, lý thuyết về nguồn gốc của trạng thái nguyên sơ vẫn còn vẫn phỏng đoán. Nếu ngoại suy mô hình Lambda-CDM ngược lại trạng thái cổ nhất được biết rõ, nó nhanh chóng (trong một phần nhỏ của giây) lên tới điểm kì dị gọi là "điểm kì dị Big Bang". Điểm kì dị này thông thường không có ý nghĩa vật lý quan trọng, nhưng rất thuận tiện để trích dẫn số lần đo được "kể từ Vụ Nổ Lớn" mặc dù chúng không tương ứng với thời gian có thể đô một cách thể chất. Ví dụ, "10−6 giây sau Vụ Nổ Lớn" là một kỷ nguyên được xác định rõ trong sự tiến hóa của vũ trụ. Nếu đề cập đến kỷ nguyên đó là "13,8 tỷ năm trừ 10−6 năm trước", độ chính xác của ý nghĩa sẽ bị mất đi vì khoảng thời gian nhỏ bé sau đó sẽ bị áp đảo bởi độ không chắc chắn của khoảng thời gian trước.
Mặc dù vũ trụ có thể theo lý thuyết có lịch sử dài hơn, Hiệp hội Thiên văn Quốc tế hiện tại sử dụng "tuổi của vũ trụ" có ý nghĩa là khoảng thời gian mở rộng Lambda-CDM, hoặc bằng với khoảng thời gian trôi qua kể từ Vụ Nổ Lớn cho đến Vũ trụ quan sát được hiện tại.

## Giới hạn quan sát
Bởi vì vũ trụ ít nhất phải có tuổi lớn bằng thứ lớn nhất trong nó, có một số quan sát mà tạo ra giới hạn thấp cho tuổi của vũ trụ; nó bao gồm nhiệt độ của sao lùn trắng lạnh nhất, thứ mà dần dần nguội đi theo thời gian, và điểm tắt tối nhất của dãy sao chính trong chòm (sao khối lượng thấp dành ít thời gian hơn trong dãy chính, nên những ngôi sao khối lượng thấp nhất ra khỏi dãy chính giới hạn độ tuổi thấp nhất).

## Các tham số vũ trụ

Tuổi của vũ trụ có thể được xác định bằng cách tính hằng số Hubble ngày nay và ngoại suy trở lại cùng với giá trị của tham số mật độ (Ω). Trước khi tìm ra năng lượng tối, người ta tin rằng vũ trụ toàn vật chất, và vì thế Ω trên đồ thị này tương đương với Ω_{m}. Chú ý rằng vũ trụ gia tăng có tuổi lớn nhất, trong khi Vụ Co Lớn có tuổi nhỏ nhất.

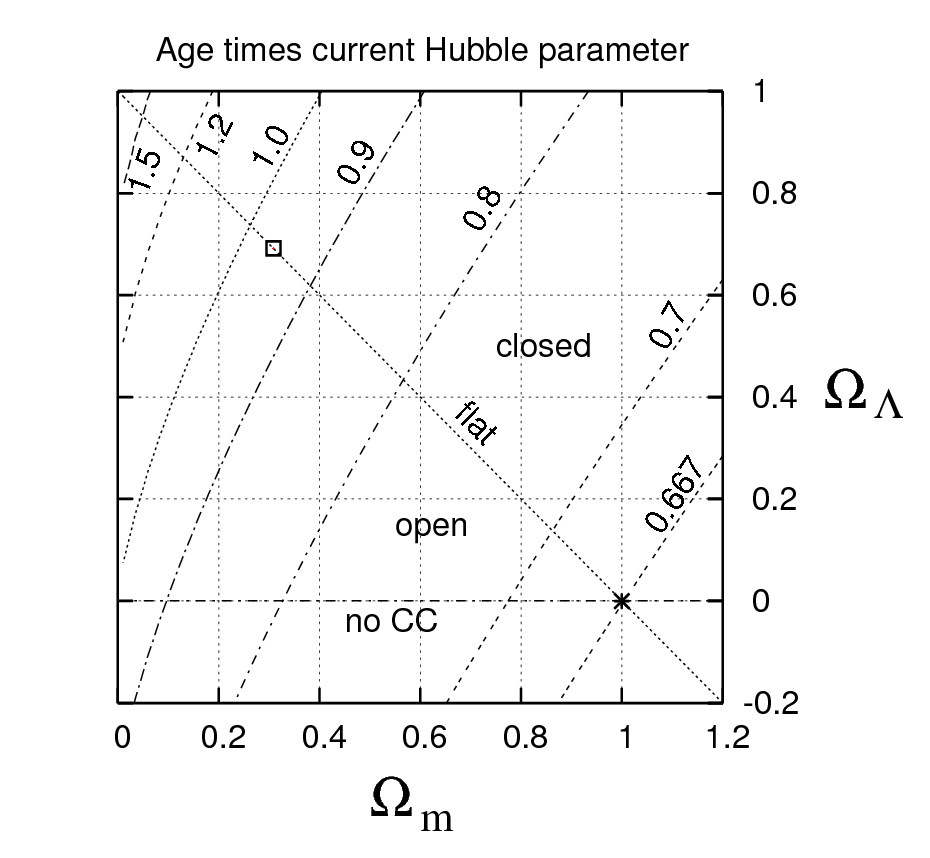
Giá trị của hệ số hiệu chỉnh tuổi, F, được chứng minh là một hàm của hai tham số vũ trụ: mật độ phân tử hiện tại Ω_{m} và mật độ hằng số vũ trụ Ω_{Λ}. Giá trị phù hợp nhất của các tham số này được chứng minh trong hộp ở phía trên bên trái; vũ trụ toàn vật chất được chứng minh bởi ngôi sao ở phía dưới bên phải.

Vấn đề xác định tuổi của vũ trụ gắn chặt với vấn đề xác định các giá trị tham số vũ trụ. Ngày nay nó được thực hiện nhiều với mô hình ΛCDM, trong đó vũ trụ được coi là chứa vật chất bình thường (baryon), lạnh vật chất tối, phóng xạ (bao gồm cả photon và neutrino), và một hằng số vũ trụ. Sự đóng góp từng phần của mỗi thứ đến mật độ năng lượng hiện tại của vũ trụ tính bởi tham số mật độ Ωm, Ωr, và ΩΛ. Mô hình ΛCDM đầy đủ được mô tả bở một số tham số khác, nhưng đối với mục đích tính tuổi, ba tham số này cùng với tham số Hubble {\displaystyle H_{0}}, là những thứ quan trọng nhất.
Nếu đo chính xác các tham số này, tuổi của vũ trụ có thể được xác định bằng cách sử dụng phương trình Friedmann. Phương tình này liên hệ tốc độ thay đổi hệ số tỷ lệ a(t) với lượng vật chất của vũ trụ. Đảo ngược quan hệ này, chúng ta có thể tính thay đổi thời gian trên hệ số tỷ lệ và do đó tính được tổng tuổi của vũ trụ bằng cách tích phân phương trình này. Tuổi t0 được tính bằng
{\displaystyle t_{0}={\frac {1}{H_{0}}}F(\Omega _{r},\Omega _{m},\Omega _{\Lambda },\dots )}
trong đó {\displaystyle H_{0}} là tham số Hubble và hàm số F chỉ phụ thuộc vào đóng góp từng phần đến lượng năng lượng của vũ trụ mà đến từ các thành phần khác nhau. Quan sát đầu tiên có thể thấy từ công thức này là tham số Hubble là thứ quyết định tuổi của vũ trụ, với một sự hiệu chỉnh phát sinh từ lượng năng lượng và vật chất. Nên có thể ước lượng xấp xỉ của tuổi vũ trụ từ thời gian Hubble, nghịch đảo của tham số Hubble. Với giá trị của {\displaystyle H_{0}} khoảng 68 km/s/Mpc, thời gian Hubble khoảng {\displaystyle 1/H_{0}} = 14,4 tỷ năm.
Để đạt được một số chính xác hơn, hệ số hiệu chỉnh F phải được tính. Thường thì việc này phải thực hiện bằng cách tính toán, và đạt được một loạt các giá trị tham số vũ trụ hiển thị trong ảnh. Đối với giá trị Planck (Ωm, ΩΛ) = (0,3086, 0,6914), hiển thị bởi hộp ở góc trên bên trái của ảnh, hệ số hiệu chỉnh là khoảng F = 0,956. Đối với một vũ trụ dẹt không có hằng số vũ trụ nào, hiển thị bởi ngôi sao ở góc dưới bên phải, F = 2⁄3 nhỏ hơn nhiều và do đó vũ trụ nhỏ hơn đối với một giá trị cố định của tham số Hubble. Để đạt được số liệu này, Ωr phải là hằng số (khá giống như giữ nhiệt độ CMB là hằng số) và tham số mật độ cong được cố định bởi giá trị của ba cái còn lại.
Ngoài vệ tinh Planck, Tàu thăm dò Bất đẳng hướng Vi sóng Wilkinson (WMAP) cũng là công cụ để đạt được tuổi chính xác của vũ trụ, mặc dù các đo đạc khác phải được kết hợp để đạt được con số chính xác hơn. Đo đạc CMB rất tốt trong việc giới hạn lượng vật chất Ωm và tham số cong Ωk. Nó không trực tiếp liên quan đến ΩΛ, một phần vì hằng số vũ trụ trở nên chỉ quan trọng ở dịch chuyển đỏ thấp. Xác định chính xác nhất của tham số Hubble H0 đến từ siêu tân tinh loại Ia. Kết hợp những đo đạc này dẫn đến giá trị thường được chấp nhận của tuổi vũ trụ đã được trích dẫn ở trên.
Hằng số vũ trụ làm vũ trụ "già hơn" đối với giá trị cố định của các tham số khác. Đây là một việc quan trọng, từ trước khi hằng số vũ trụ trở nên được chấp nhận rộng rãi hơn, mô hình Vụ Nổ Lớn gặp phải khó khăn trong việc giải thích tại sao cụm sao cầu trong Ngân Hà có vẻ già hơn nhiều so với tuổi của vũ trụ khi tính toán từ tham số Hubble và vũ trụ chỉ-có-vật-chất. Việc sử dụng hằng số vũ trụ cho phép vũ trụ già hơn những cụm sao này, cũng như giải thích các đặc điểm khác mà mô hình vũ trụ chỉ-có-vật-chất không thể.

## WMAP
Dữ liệu chín-năm công bố năm 2012 của tàu thăm dò Bất đẳng hướng Vi sóng Wilkinson (WMAP) của NASA ước tính tuổi của vũ trụ là (13,772±0,059)×109 năm (13,772 tỷ năm, với độ không chính xác cộng trừ 59 triệu năm).
Tuy nhiên, tuổi này dựa trên giả định rằng mô hình của dự án là chính xác; các phương pháp xác định tuổi vũ trụ khác có thể đưa ra các giá trị tuổi khác. Giả sử ví dụ có thêm một hạt tương đối có thể tăng sai số của giới hạn WMAP lên một bậc độ lớn.
Phép đo này được thực hiện bằng cách sử dụng vị trí của đỉnh âm thanh đầu tiên trong quang phổ năng lượng phông vi sóng để xác định kích thước bề mặt tách riêng (kích thước của vũ trụ tại thời điểm tái tổ hợp). Thời gian di chuyển của ánh sáng đến bề mặt này (phụ thuộc vào hình học được sử dụng) đưa ra một độ tuổi đáng tin cậy của vũ trụ. Giả sử những mô hình được sử dụng để xác định tuổi này có hiệu lực, độ chính xác dư sẽ tạo ra một sai số gần một phần trăm.

## Planck
Năm 2015, nhóm cộng tác Planck ước tính tuổi của vũ trụ là 13,813±0,038 tỷ năm, cao hơn một chút nhưng vẫn trong khoảng sai số của số liệu trước đó đưa ra bởi WMAP. Bằng cách kết hợp dữ liệu Planck với các dữ liệu ngoài, ước tính kết hợp tốt nhất của tuổi vũ trụ là (13,799±0,021)×109 năm tuổi.
| Tham số                   | Biểu tượng            | TT+Pthấp giới hạn 68% | TT+Pthấp +thấu kính giới hạn 68% | TT+Pthấp +thấu kính+ext giới hạn 68% | TT,TE,EE+Pthấp giới hạn 68% | TT,TE,EE+Pthấp +thấu kính giới hạn 68% | TT,TE,EE+Pthấp +thấu kính+ext giới hạn 68% |
| ------------------------- | --------------------- | --------------------- | -------------------------------- | ------------------------------------ | --------------------------- | -------------------------------------- | ------------------------------------------ |
| Tuổi vũ trụ (Ga)          | {\displaystyle t_{0}} | 13,813±0,038          | 13,799±0,038                     | 13,796±0,029                         | 13,813±0,026                | 13,807±0,026                           | 13,799±0,021                               |
| Hằng số Hubble (km⁄Mpc•s) | {\displaystyle H_{0}} | 67,31±0,96            | 67,81±0,92                       | 67,90±0,55                           | 67,27±0,66                  | 67,51±0,64                             | 67,74±0,46                                 |

## Lịch sử
Trong thế kỷ thứ 18, khái niệm của tuổi của Trái Đất là hàng triệu, nếu không phải hàng tỷ năm bắt đầu xuất hiện. Tuy nhiên, hầu hết các nhà khoa học trong suốt thế kỷ 10 mà trong những thập kỷ đầu của thế kỷ 20 coi vũ trụ là trạng thái dừng và vĩnh viễn, và có thể có những ngôi sao đến và đi nhưng không có sự thay đổi nào xảy ra trong quy mô lớn nhất được biết đến tại thời điểm đó.
Những lý thuyết khoa học đầu tiên chỉ ra rằng độ tuổi của vũ trụ có thể có hạn là những nghiên cứu nhiệt động lực học, chính thức hóa từ giữa thế kỷ 19. Khái niệm entropy chỉ ra rằng nếu vũ trụ (hoặc các hệ đóng khác) có độ tuổi vô hạn, thì tất cả mọi thứ bên trong có nhiệt độ bằng nhau, và vì thế sẽ không có ngôi sao nào và không có sự sống. Không có giải thích khoa học nào cho sự trái ngược này được đưa ra tại thời điểm đó.
Năm 1915 Albert Einstein xuất bản thuyết tương đối rộng và năm 1917 ông xây dựng mô hình vũ trụ đầu tiên dựa trên lý thuyết ông. Để phù hợp với vũ trụ trạng thái dừng, Einstein thêm thứ sau đó gọi là hằng số vũ trụ vào phương trình của ông. Tuy nhiên, năm 1922, cũng sử dụng thuyết của Einstein, Alexander Friedmann, và một cách độc lập năm năm sau đó là Georges Lemaître, chứng minh rằng vũ trụ không ở trong trạng thái dừng mà phải nở ra hoặc co lại. Mô hình của Einstein về vũ trụ dừng ngoài ra còn được chứng minh là không chắc chắn bởi Arthur Eddington.
Gợi ý có thể quan sát đầu tiên rằng vũ trụ có độ tuổi xác định bắt nguồn từ quan sát 'vận tốc rời đi', phần lớn bởi Vesto Slipher, kết hợp với khoảng cách đến 'tinh vân' (thiên hà) bởi Edwin Hubble trong một công hình xuất bản năm 1929. Sớm hơn trong thế kỷ 20, Hubble và những người khác phân tích từng ngôi sao trong các tinh vân, do đó xác định rằng chúng là thiên hà, tương tự nhưng ở viên ngoài Ngân Hà của chúng ta. Ngoài ra, các thiên hà này rất lớn và xa. Phổ của các thiên hà xa xôi này cho thấy dịch chuyển đỏ trong quang phổ vạch của chúng có thể được tạo ra bởi hiệu ứng Doppler, do đó chỉ ra rằng những thiên hà này đang di chuyển xa ra so với Trái Đất. Ngoài ra, thiên hà càng xa (càng tối đi so với chúng ta) thì dịch chuyển đỏ càng lớn, và do đó chúng dịch chuyển có vẻ nhanh hơn. Đây là bằng chứng trực tiếp đầu tiên rằng vũ trụ không dừng mà đang giãn nở.Ước lượng tuổi vũ trụ đầu tiên bắt đầu từ tính toán thời gian tất cả mọi thứ bắt đầu lan tỏa ra khỏi điểm ban đầu. Giá trị ban đầu của Hubble cho tuổi của vũ trụ rất thấp, vì vũ trụ được cho là gần hơn nhiều so với các quan sát được thực hiện sau này.
Sự đo đạc chính xác chấp nhận được của tốc độ giãn nở của vũ trụ, một giá trị số mà bây giờ được biết đến là hằng số Hubble, được thực hiện năm 1958 bởi nhà thiên văn học Allan Sandage. Giá trị đo được của ông ấy cho hằng số Hubble rất gần với giá trị được chấp nhận ngày nay.
Tuy nhiên Sandage, giống như Einstein, không tin vào kết của chính mình tại thời gian tìm ra nó. Giá trị của ông ấy cho tuổi của vũ trụ quá ngắn để nhất trí với giá trị 25-tỷ-năm tuổi được ước tính của ngôi sao già nhất được biết đến. Sandage và những nhà thiên văn học khác lặp lại những đo đạc này nhiều lần, cố gắng giảm hằng số Hubble và do đó tăng tuổi của vũ trụ. Sandage thậm chí còn đưa ra những lý thuyết tinh nguyên học để giái thích cho sự trái ngược này. Vấn đề này cuối cùng được giải quyết bởi sự cải thiện trong mô hình lý thuyết được sử dụng để ước lượng tuổi của sao. Tính đến năm 2013, bằng cách sử dụng mô hình mới nhất đối với sự tiến hóa của sao, tuổi ước tính của sao già nhất được biết đến là 14,46±0,8 tỷ năm.
Việc tìm ra bức xạ phông vi sóng vũ trụ được thông báo năm 1965 cuối cùng mang đến cái kết có hiệu quả cho sự không chắc chắn về khoa học của vũ trụ giãn nở. Tàu không gian WMAP được phóng năm 2001, và Planck, phóng năm 2009, đưa ra dữ liệu để xác định hằng số Hubble và tuổi của vũ trụ không phụ thuộc vào các khoảng cách thiên hà, loại bỏ nguồn sai số lớn nhất.